# 못골한옥어린이도서관
못골한옥어린이도서관은 서울특별시 강남구에 있는 도서관이다.

## 연혁
- 2017.11.29 개관